# Kanton Pignan
Pignan is een kanton van het Franse departement Hérault. Het kanton maakt deel uit van het arrondissement Montpellier.

## Gemeenten

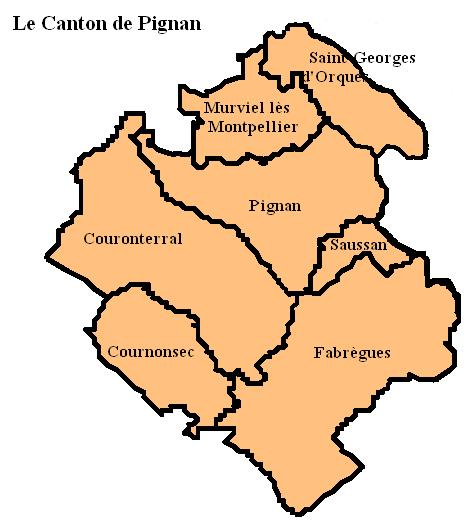
Ligging van gemeenten in het kanton voor 2015

Het kanton Pignan omvatte tot 2014 de volgende 7 gemeenten:
- Cournonsec
- Cournonterral
- Fabrègues
- Murviel-lès-Montpellier
- Pignan (hoofdplaats)
- Saint-Georges-d'Orques
- Saussan

Bij de herindeling van de kantons door het decreet van 26 februari 2014, met uitwerking op 22 maart 2015, werden daar de gemeente :
- Villeneuve-lès-Maguelone

aan toegevoegd.